# Успенский, Константин Николаевич
Константи́н Никола́евич Успе́нский (1874—1917) — русский историк-византинист и педагог.

## Биография
Окончил Московский университет, профессор; с 1910 года приват-доцент Московского университета. Основной его труд «Очерки по истории Византии» (ч. 1, 1917).
Успенский работал в области социально-экономической истории Византии. Безымянный автор статьи о Успенском в первом издании Большой советской энциклопедии считает, что Успенский выяснил и по-новому осветил ряд спорных вопросов в истории византийского феодализма, в частности вскрыл факты классовой борьбы под оболочкой «иконоборчества» и «иконопочитания»; стоял на позиции либеральной буржуазии, выдвинув теорию эволюционного, непрерывного развития, считая Византию продолжательницей Римской империи По мнению М. Я. Сюзюмова, автора статей о Успенском в третьем издании Большой советской энциклопедии и в Советской исторической энциклопедии, Успенский отрицал закономерности исторических явлений и был сторонником теории вечности феодализма, и считал «монастырский феодализм» особенностью византийского феодализма. М. Я. Сюзюмов отмечает, что Успенский отрицал наличие славянского влияния на создание византийской общины.

## Труды
- Галяшкин Я. А., Успенский К. Н. Курс истории средних веков / Сост. Я. А. Галяшкин и Конст. Успенский. — Москва : тип. т-ва И .Д. Сытина, 1898. — [4], 218, [2] с. ;
- Падение Царьграда : Два чтения / Сост. К. Успенский; Под ред. проф. Вл. Ив. Герье. — Москва : Ист. о-во при Имп. Моск. ун-те, 1901. — 48, [1] с.; 17. — (Исторические рассказы для народных чтений и школ).
  - Падение Царьграда : Два чтения / Сост. К. Успенский; Под ред. проф. Вл. Ив. Герье. — 2-е изд. — Москва : Ист. о-во при Имп. Моск. ун-те, 1913. — 48 с.; 17. — (Исторические рассказы для народных чтений и школ).
- Лекции по греческой истории / [Соч.] [Проф. Успенского]. — [Москва] : Высш. жен. курсы, [1904]. — [491] с. разд. паг.;
- Слава Царьграда / Сост. К. Успенский; Под ред. проф. Вл. Ив. Герье. — Москва : Ист. о-во при Имп. Моск. ун-те, 1901. — 50 с.; 17. — (Исторические рассказы для народных чтений и школ).
  - Слава Царьграда / Сост. К. Успенский; Под ред. проф. Вл. Ив. Герье. — 2-е изд. — Москва : Ист. о-во при Имп. Моск. ун-те, 1913. — 48 с.; 17. — (Исторические рассказы для народных чтений и школ).
- Лекции по греческой истории / [Соч.] [Проф. Успенского]. — [Москва] : Высш. жен. курсы, [1904]. — [491] с. разд. паг. ;
- Очерки по истории Византии : Ч. 1- / К. Н. Успенский. — [Москва] : Изд. о-во при Историко-филос. фак. Моск. высш. жен. курсов, 1917. — 23.
- Лекции по истории Греции / К. Успенский. — [Б. м.] : литогр. О-во распр. полез. кн., [1918]. — 534 с.;
- Экскуссия — иммунитет в Византийской империи. // Византийский Временник. Том XXIII. П., 1923, с. 74-117
- Очерки по истории иконоборческого движения в Византийской империи VIII—IX вв.: Феофан и его Хронография // Византийский Временник. Том 3 (28).
- Очерки по истории иконоборческого движения в Византийской империи VIII—IX вв.: Феофан и его Хронография // Византийский Временник. Том 4 (29).